# Hataz
Hataz (c. 570) foi o 22º monarca do Império de Axum. É conhecido principalmente pelas moedas que foram cunhadas durante seu reinado, em algumas dessas moedas era indicado como Iátlia (Iathlia).  
O declínio de Axum continuava, com a degradação completa  da cunhagem e, finalmente, com o abandono das emissões de moedas em ouro e prata e uma quebra geral dos padrões de corte, até a época de Haraz. Com ele, ao que parece, a cunhagem de moedas cessou completamente. 